# Orcera
Orcera és un municipi de la província de Jaén (Andalusia), pertanyent a la Sierra de Segura. Segons fonts de l'INE, el 2005 tenia 2.117 habitants.
El seu terme municipal, de 126 km² es troba seccionat en dos. L'enclavament suroriental, en el qual se situa el nucli de població, es troba dintre del Parc Natural de la Serra de Cazorla.
A la seva Plaça de Bous va existir el Monestir Franciscà de La nostra Senyora de la Penya. En la sagristia d'aquest monestir es van reunir els procuradors de les viles del comú per elaborar, en 1580, les "Ordenances del Comú del Segura i la seva terra", amb la finalitat de guardar, conservar i administrar les muntanyes de Segura. Més tard, quan es va crear la Província Marítima de Segura de la Serra, la seu i el ministre residien en Orcera, que llavors era un raval de Segura.
Entre els monuments cal destacar l'església de La nostra Senyora de l'Asunción, del segle xvi, la portada del qual pertanyia al desaparegut convent de Santa María de la Penya. La torre del campanar procedeix així mateix d'una torre del castell que va existir en Orcera. Aquesta església és considerada Monument Nacional. Cal destacar també la Font de los chorros, del segle xvi, rematada per tres pinyes i un escut, l'Ermita del Calvari i les Torres de Santa Catalina, d'origen àrab.
Orcera té moltes zones pintoresques i paratges interessants, entre els quals cal esmentar Armujo, amb una enorme piscina fluvial, els Estrets, Navalcaballo, Valdemarín, Linarejos i la Hueta.

## Persones il·lustres
- David Broncano, presentador de televisió.